# Gustaf af Geijerstam

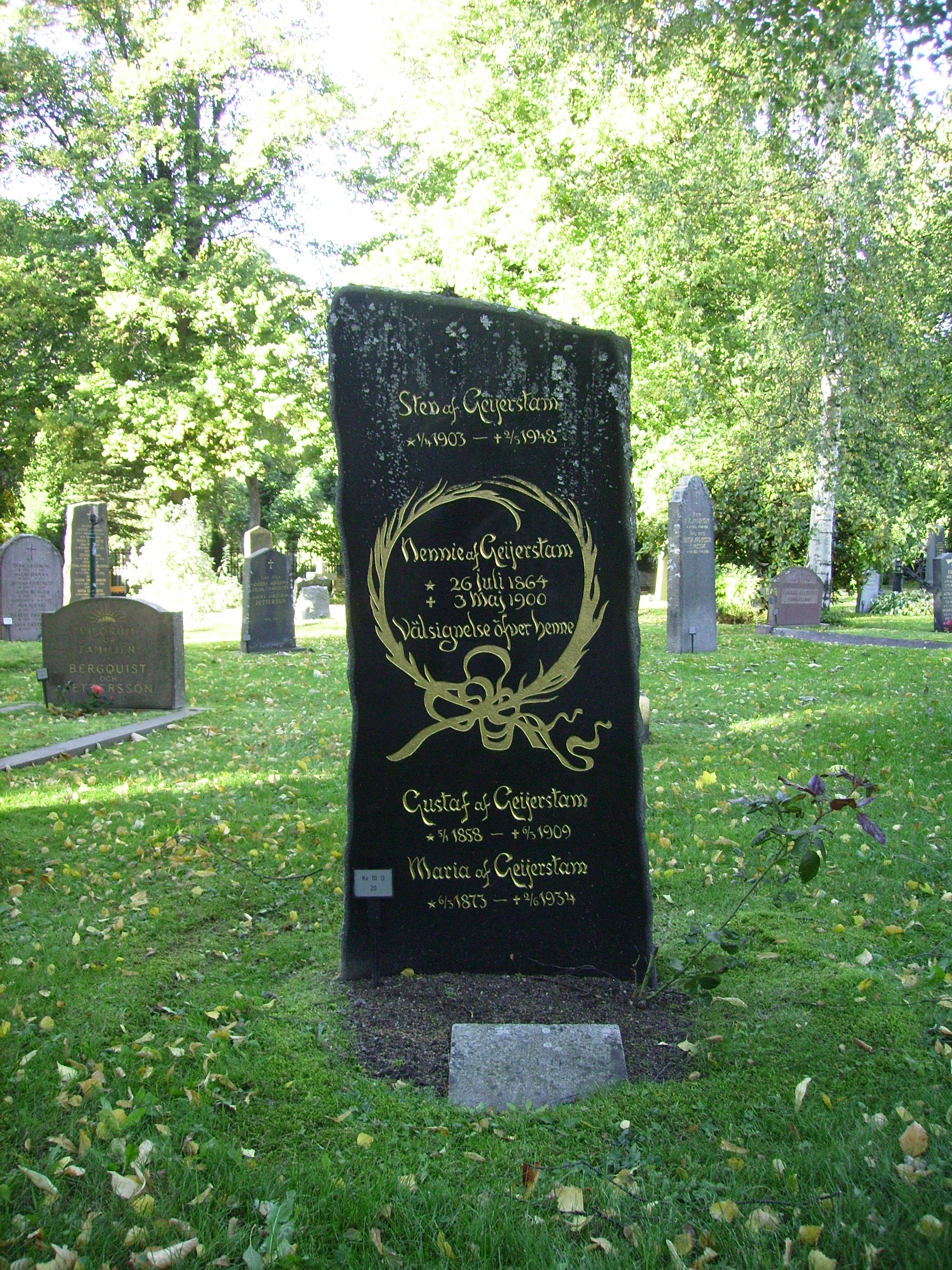
Gustaf af Geijerstams gravvård på Norra begravningsplatsen i Solna kommun.

Gustaf af Geijerstam, född den 5 januari 1858 på Jönsarbo herrgård i Heds socken i Västmanland, död den 6 mars 1909 på Syster Agdas sjukhem i Stockholm, var en svensk dramatiker, samhällsdebattör och författare.

## Biografi
Geijerstams far Gösta af Geijerstam var bruksägare, sedermera seminarierektor i Kalmar och folkskoelinspektör. Gustaf af Geiherstam var gift först 1885 med Sofia Eugenie "Nennie" Hortence Valenkamph (född 1864 i Finland, död 1900) och andra gången 1902 med Maria Ulrika Clementina Biörck. Två barn finns registrerade 1890, Ernst Gustaf (född 1886) och Gustaf (född 1888, båda i Hedvig Eleonora församling).
Efter gymnasiestudier i Falun blev Geijerstam student vid Uppsala universitet 1877 och fil. kand. 1879. Han var medarbetare i Aftonbladet 1884-1886 och i Dagens Nyheter 1891-1893. 1897-1902 var han litterär rådgivare åt Gernandts förlag och lyckades knyta August Strindberg till förlaget.
Som gymnasist hade han läst Henrik Ibsen och tagit stort intryck av denne. Under universitetsstudierna kom han i kontakt med flera radikala författare. Han blev en populär företrädare för "det unga Sverige", som författare, kritiker och föreläsare. Han var 1882 en av grundarna till studentföreningen Verdandi.
Geijerstam debuterade som författare 1882 med novellsamlingen Gråkallt, influerad av Alexander Kielland, Kristian Elster den äldre och August Strindberg. Sitt stora genombrott fick han med folklivsskildringen Fattigt folk (1884) och romanen Erik Grane (1885). Grane är en ung teolog som överger universitetsstudierna för ett praktiskt yrkesliv på landsbygden. Även romanen Pastor Hallin (1887) handlar om en teologistudent, som dock överger sin idealism och blir prästvigd.
När det radikala åttiotalet tog slut, ägnade sig Geijerstam i stället åt sociologiska undersökningar som ledde till Anteckningar om arbetareförhållanden i Stockholm (1894) och några liknande arbeten.
Nya intryck kom från Fjodor Dostojevskijs mystik och den moderna psykologins utforskande av själen. Romanen Medusas hufvud (1895) har i vår tid uppmärksammats på grund av sina dekadenta sekelskiftesstämningar, även om Melker Johnsson hävdat att romanen ligger närmare Zolas naturalism än en allmän symbolism. Claes Ahlund har dock visat att just Medusas huvud som fin-de-siècle-motiv ramar in hela romanen. Romanen Vilse i livet (1897) är en skildring av social nöd, som driver en far att mörda sin son. Nils Tufvesson och hans moder (1902) behandlar det uppmärksammade Yngsjömordet.
Mest uppskattade blev emellertid inte hans radikala idealism eller psykologiserande brottsromaner, utan de vardagligare men konstnärligt poetiska skildringarna av folklivet och herrgårdslivet. Häribland märks Kronofogdens berättelser (1890–1902), Mina pojkar (1896), Vilse i livet (1897), Det yttersta skäret (1898), Samlade allmogeberättelser (1898-1899) och Boken om lille-bror (1900). Den senare översattes inom få år till holländska, danska, tyska, finska, lettiska, tjeckiska, franska, grekiska, serbiska, engelska (1921), polska, italienska (1931) och isländska (1940).
Geijerstams sista alster var Den gamla herrgårdsallén 1908. Han gav totalt ut 27 romaner och noveller.

### Essäsamlingar
- Ur samtiden (1883)
- Stridsfrågor för dagen. Helsingfors: P. H. Beijer. 1888. Libris 19466959. http://hdl.handle.net/2077/43446
- Nya brytningar (1894)

### Sociologiska undersökningar
- Anteckningar om arbetareförhållanden i Stockholm. Stockholm: Samson & Wallin. 1894. Libris 891139. https://stockholmskallan.stockholm.se/post/11612 Projekt Runeberg
- Anteckningar rörande fabriksarbetarnes ställning i Marks härad (1895)
- Anteckningar rörande arbetarnes ställning vid fyra svenska grufvor (1897)
- Kvinnomakt (1901)

### Lustspel på landsmål
- Svärfar (1888)
- Aldrig i lifvet. Stockholm: Jos. Seligmanns förlag. 1891. Libris 19446737. http://hdl.handle.net/2077/43221/ Projekt Runeberg
- Per Olsson och hans kärring (1894)
- Lars Anders och Jan Anders och deras barn : En landtlig comoedia i 3 akter. Stockholm: Albert Bonniers förlag. 1894. Libris 1626868 Projekt Runeberg Dramawebben Litteraturbanken
- Förbrytare (1894)
- Stiliga Augusta (1908)

### Romaner och novellsamlingar
- Gråkallt. Stockholm: A. W. Björcks förlag. 1882. Libris 1597131 Litteraturbanken
- Erik Grane. Stockholm: Wilhelm Bille. 1885. Libris 8073160 Litteraturbanken
- Pastor Hallin (1887)
- Kronofogdens berättelser. Stockholm: Jos. Seligmanns förlag. 1890. Libris 1622785. http://hdl.handle.net/2077/46896 Projekt Runeberg Litteraturbanken
- Nutid : en samling dikter och berättelser. Stockholm: Ejnar Cohns förlag. 1891. Libris 19466956. http://hdl.handle.net/2077/43445 Projekt Runeberg Litteraturbanken
- Stockholmsnoveller berättade. Stockholm: Seligmann. 1892. Libris 5g1pr60135mn9h73. http://hdl.handle.net/2077/62463
- Medusas hufvud (1895)
- Kampen om kärlek (1896)
- Mina pojkar (1896)
- Erik Grane, 2:a upplagan. Stockholm: C & E Gernandts förlag. 1897. Libris 1644391 Projekt Runeberg
- Vilse i livet (1897)
- Undantagsgumman. Stockholm: Folkupplysningsföretaget. 1997. Libris q017hjkkn0d0v7zd. http://hdl.handle.net/2077/57913
- Det yttersta skäret. Stockholm: Gernandt. 1898. Libris 19466846. http://hdl.handle.net/2077/43432
- Äktenskapets komedi. Stockholm: Gernandt. 1898. Libris 19466850. http://hdl.handle.net/2077/43437
- Samlade allmogeberättelse. Stockholm: Beijer. 1998-1899. Libris 19466852. http://hdl.handle.net/2077/43444
- Boken om lille-bror ett äktenskaps roman. Stockholm: Gernandt. 1900. Libris 12237098. http://hdl.handle.net/2077/58338
- Nils Tufvesson och hans moder : Bonderoman. Stockholm: Albert Bonniers förlag. 1902. Libris 29331
- Skogen och sjön : Berättelser. Stockholm: Albert Bonniers förlag. 1903. Libris 1726773 Projekt Runeberg
- Karin Brandts dröm : En roman från gamla tider. Stockholm: Albert Bonniers förlag. 1904. Libris 1726769 Projekt Runeberg
- Andreas Vik - Ur skärgårdens sagor (1905)
- Nils Tufvesson och hans moder : Bonderoman, 2:a upplagan. Stockholm: Albert Bonniers förlag. 1912. Libris 1633808 Projekt Runeberg
- Andras affärer
- Bröderna Mörk
- Fattigt folk
- Förbrytarnoveller
- Hur tankarna komma och gå
- Stockholmsnoveller. Stockholm: Seligmann. 1892. Libris 19481290. http://hdl.handle.net/2077/44278
- Stor-Klas och Lill-Klas